# Korporacijski pravnik
Pravnik z ali brez pravniškega državnega izpita (tudi pravosodnega izpita), ki dela za gospodarsko družbo oz. podjetje kot notranji pravni svetovalec (ang. Inhouse Counsel).